# Lima Duarte
Lima Duarte, właśc. Ariclenes Venâncio Martins (ur. 29 marca 1930 w Sacramento w stanie Minas Gerais) – brazylijski aktor telewizyjny, teatralny i filmowy.

## Życiorys
Syn Antônia i Américy Martinsów, w wieku szesnastu lat przeprowadził się do São Paulo. Debiutował na ekranie w musicalu przygodowym Quase no Céu (1949). Mając dwadzieścia lat podjął pracę w brazylijskiej telewizji. W 1953 i 1960 odebrał nagrodę Roquette Pinto jako najlepszy aktor telewizyjny. Został doceniony także za występy sceniczne, otrzymując nagrodę SACI za występ w spektaklu "O Testamento do Cangaceiro" (1961). Zdobył nagrodę Candango Trophy na brazylijskim festiwalu filmowym za rolę Zé Bigorna w dramacie O Crime de Zé Bigorna (1977) oraz nagrodę Golden Kikito za postać Getúlio w dramacie Sargento Getúlio (1983). Rola Afonsa Lambertini w telenoweli Barwy grzechu (Da cor do pecado, 2004) przyniosła mu nominację do nagrody Contigo.

## Odznaczenia
- Order Zasługi dla Kultury (2002, Brazylia)[1]